# パリ〜ルーベ2015
パリ〜ルーベ2015(仏:Paris - Roubaix 2015)とは、パリ〜ルーベの113回目の大会。2015年4月12日に行われた。

## 参加チーム

### プロフェッショナルコンチネンタルチーム
| チーム名                                   | 登録国           | UCIコード |
| ------------------------------------------ | ---------------- | --------- |
| ボーラ・アルゴン18                         | ドイツ           | BOA       |
| ブルターニュ・セシェ・アンヴィロヌモン     | フランス         | BSE       |
| コフィディス                               | フランス         | COF       |
| MTN・クベカ                                | 南アフリカ共和国 | MTN       |
| チーム・ヨーロッパカー                     | フランス         | EUC       |
| トップスポート・フラーンデレン・バロワーズ | ベルギー         | TSV       |
| ユナイテッド・ヘルスケア                   | アメリカ合衆国   | UHC       |
| ワンティ・グループゴベール                 | ベルギー         | WGG       |

## 最終成績
コンピエーニュ - ルーベ、253.5km
| 順位 | 名前                             | 国籍       | チーム                         | 時間          |
| ---- | -------------------------------- | ---------- | ------------------------------ | ------------- |
| 1    | ジョン・デゲンコルプ             | ドイツ     | ジャイアント・アルペシン       | 5時間49分51秒 |
| 2    | ゼネク・スティバル               | チェコ     | エティックス・クイックステップ | 同            |
| 3    | フレフ・ヴァン・アーヴェルマート | ベルギー   | BMC・レーシングチーム          | 同            |
| 4    | ラース・ボーム                   | オランダ   | アスタナ・プロチーム           | 同            |
| 5    | マルティン・エルミガー           | スイス     | IAMサイクリング                | 同            |
| 6    | イェンス・クークレール           | ベルギー   | オリカ・グリーンエッジ         | 同            |
| 7    | イヴ・ランパールト               | ベルギー   | エティックス・クイックステップ | +7秒          |
| 8    | ルーク・ロウ                     | イギリス   | チームスカイ                   | +28秒         |
| 9    | イェンス・デブシェール           | ベルギー   | ロット・ソウダル               | +29秒         |
| 10   | アレクサンダー・クリストフ       | ノルウェー | チーム・カチューシャ           | +31秒         |
| 18   | ブラッドリー・ウィギンス         | イギリス   | チームスカイ                   | 同            |

## その他
- 2012年ツール覇者であるブラッドリー・ウィギンスのチームスカイでの最後のレースとなった。